# The Celebrity Apprentice
The Celebrity Apprentice è stato un programma televisivo statunitense in onda sulla NBC tra il 2008 e il 2017, ideato dal magnate Donald Trump che l'ha anche condotto fino a poco tempo prima della sospensione.
Il programma, versione VIP dell'analogo The Apprentice, era una competizione fra diverse celebrità, che ogni settimana dovevano riuscire a raccogliere quanto più denaro possibile per devolverlo poi in beneficenza. I soldi dovevano essere raccolti attraverso dei "progetti", delle vere e proprie missioni assegnate ai concorrenti dallo stesso Trump. I partecipanti erano divisi in due squadre in base al sesso e per ogni sfida viene nominato un project manager, ovvero il coordinatore e responsabile del progetto.
L'alloggio dei concorrenti durante la permanenza nel reality era la nota Trump Tower di New York. Al termine della settimana, l'operato dei concorrenti veniva valutato da tre giudici d'eccezione: Donald Trump e i suoi figli Donald Jr. e Ivanka. Questi indicavano tre concorrenti che secondo loro non meritavano di proseguire il gioco e li nominavano per l'eliminazione. I concorrenti designati dovevano comparire di fronte alla giuria, che alla fine decideva chi di loro doveva abbandonare la gara, "licenziandolo" a tutti gli effetti. Gli eliminati perdevano così la possibilità di devolvere in beneficenza le somme raccolte durante il gioco.
A partire dal 2 gennaio 2017, in seguito all'elezione di Donald Trump come presidente degli Stati Uniti d'America, il programma è diventato The New Celebrity Apprentice, cominciando ad essere condotto da Arnold Schwarzenegger.
Sono state realizzate otto edizioni di The Celebrity Apprentice.

## Edizioni

### Prima stagione
Dal 3 gennaio 2008 al 27 marzo 2008 - Numero partecipanti: 14

#### Concorrenti[1]
- Trace Adkins, cantautore
- Carol Alt, attrice
- Stephen Baldwin, attore
- Nadia Comăneci, ginnasta e medaglia olimpica
- Tiffany Fallon, modella e playmate
- Jennie Finch, giocatrice di softball e medaglia olimpica
- Nely Galán, produttrice televisiva
- Marilu Henner, attrice e produttrice televisiva
- Lennox Lewis, pugile
- Omarosa Manigault-Stallworth, consulente politica e concorrente di reality
- Piers Morgan, giornalista e giudice di America's Got Talent
- Tito Ortiz, shootfighter
- Vincent Pastore, attore
- Gene Simmons, bassista dei KISS

#### Tabella delle eliminazioni
| Tabella delle eliminazioni | Tabella delle eliminazioni | Tabella delle eliminazioni | Tabella delle eliminazioni | Tabella delle eliminazioni | Tabella delle eliminazioni | Tabella delle eliminazioni | Tabella delle eliminazioni | Tabella delle eliminazioni | Tabella delle eliminazioni | Tabella delle eliminazioni | Tabella delle eliminazioni | Tabella delle eliminazioni | Tabella delle eliminazioni |
| Candidato                  | 1                          | 2                          | 3                          | 4                          | 5                          | 6                          | 7                          | 8                          | 9                          | 10                         | 11                         | 12                         | 13                         |
| -------------------------- | -------------------------- | -------------------------- | -------------------------- | -------------------------- | -------------------------- | -------------------------- | -------------------------- | -------------------------- | -------------------------- | -------------------------- | -------------------------- | -------------------------- | -------------------------- |
| Piers                      | SALVO                      | SALVO                      | SALVO                      | SALVO                      | SALVO                      | SALVO                      | SALVO                      | SALVO                      | IN                         | SALVO                      | SALVO                      | SALVO                      | CA                         |
| Trace                      | SALVO                      | SALVO                      | SALVO                      | SALVO                      | SALVO                      | SALVO                      | SALVO                      | SALVO                      | SALVO                      | SALVO                      | SALVO                      | SALVO                      | FUORI                      |
| Carol                      | SALVA                      | SALVA                      | SALVA                      | SALVA                      | SALVA                      | SALVA                      | SALVA                      | SALVA                      | SALVA                      | SALVA                      | SALVA                      | FUORI                      |                            |
| Lennox                     | SALVO                      | SALVO                      | SALVO                      | SALVO                      | SALVO                      | SALVO                      | SALVO                      | SALVO                      | SALVO                      | SALVO                      | SALVO                      | FUORI                      |                            |
| Stephen                    | SALVO                      | SALVO                      | SALVO                      | SALVO                      | SALVO                      | SALVO                      | SALVO                      | SALVO                      | SALVO                      | SALVO                      | FUORI                      |                            |                            |
| Omarosa                    | SALVA                      | SALVA                      | SALVA                      | SALVA                      | SALVA                      | SALVA                      | SALVA                      | SALVA                      | SALVA                      | FUORI                      |                            |                            |                            |
| Tito                       | SALVO                      | SALVO                      | SALVO                      | SALVO                      | SALVO                      | SALVO                      | SALVO                      | SALVO                      | FUORI                      |                            |                            |                            |                            |
| Marilu                     | SALVA                      | SALVA                      | SALVA                      | SALVA                      | SALVA                      | SALVA                      | SALVA                      | FUORI                      |                            |                            |                            |                            |                            |
| Nely                       | SALVA                      | SALVA                      | SALVA                      | SALVA                      | SALVA                      | FUORI                      |                            |                            |                            |                            |                            |                            |                            |
| Vincent                    | SALVO                      | SALVO                      | SALVO                      | SALVO                      | RITIRO                     |                            |                            |                            |                            |                            |                            |                            |                            |
| Jennie                     | SALVA                      | SALVA                      | SALVA                      | FUORI                      |                            |                            |                            |                            |                            |                            |                            |                            |                            |
| Gene                       | SALVO                      | SALVO                      | FUORI                      |                            |                            |                            |                            |                            |                            |                            |                            |                            |                            |
| Nadia                      | SALVA                      | FUORI                      |                            |                            |                            |                            |                            |                            |                            |                            |                            |                            |                            |
| Tiffany                    | FUORI                      |                            |                            |                            |                            |                            |                            |                            |                            |                            |                            |                            |                            |

     Il concorrente era nella squadra perdente
     Il concorrente ha vinto la competizione diventando "The Celebrity Apprentice"
     Il concorrente ha vinto come project manager della sua squadra
     Il concorrente ha perso come project manager della sua squadra
     Il concorrente è arrivato fra gli ultimi tre
     Il concorrente è stato licenziato
     Il concorrente ha perso come project manager ed è stato licenziato
     Il concorrente era assente durante tutta la settimana
     Il concorrente si è ritirato dalla competizione

### Seconda stagione
Dal 1º marzo 2009 al 10 maggio 2009 - Numero partecipanti: 16

#### Concorrenti
- Clint Black, cantautore
- Andrew Dice Clay, attore e comico
- Annie Duke, giocatrice di poker
- Tom Green, attore
- Natalie Gulbis, golfista
- Scott Hamilton, pattinatore
- Jesse G. James, imprenditore e marito di Sandra Bullock
- Claudia Jordan, modella
- Khloé Kardashian, sorella minore di Kim Kardashian
- Brian McKnight, musicista
- Brande Roderick, modella e playmate
- Dennis Rodman, ex-cestista
- Joan Rivers, comica
- Melissa Rivers, conduttrice e figlia di Joan Rivers
- Herschel Walker, ex-giocatore di football
- Tionne Watkins, cantante e attrice

#### Tabella delle eliminazioni
| Joan     | SALVA | SALVA | SALVA | SALVA | SALVA | SALVA | SALVA | SALVA | SALVA | SALVA | SALVA | SALVA | CA    |
| Annie    | SALVA | SALVA | SALVA | SALVA | SALVA | SALVA | SALVA | SALVA | SALVA | SALVA | SALVA | SALVA | FUORI |
| Jesse    | SALVO | SALVO | SALVO | SALVO | SALVO | SALVO | SALVO | SALVO | SALVO | SALVO | SALVO | FUORI |       |
| Brande   | SALVA | SALVA | SALVA | SALVA | SALVA | SALVA | SALVA | SALVA | SALVA | SALVA | SALVA | FUORI |       |
| Clint    | SALVO | SALVO | SALVO | SALVO | SALVO | SALVO | SALVO | SALVO | SALVO | SALVO | FUORI |       |       |
| Melissa  | SALVA | SALVA | SALVA | SALVA | SALVA | SALVA | SALVA | SALVA | SALVA | FUORI |       |       |       |
| Herschel | SALVO | SALVO | SALVO | SALVO | SALVO | SALVO | SALVO | SALVO | FUORI |       |       |       |       |
| Natalie  | SALVA | SALVA | SALVA | SALVA | SALVA | SALVA | SALVA | FUORI |       |       |       |       |       |
| Brian    | SALVO | SALVO | SALVO | SALVO | SALVO | SALVO | FUORI |       |       |       |       |       |       |
| Khloe    | SALVA | SALVA | SALVA | SALVA | SALVA | FUORI |       |       |       |       |       |       |       |
| Tionne   | SALVA | SALVA | SALVA | SALVA | SALVA | FUORI |       |       |       |       |       |       |       |
| Dennis   | SALVO | SALVO | SALVO | SALVO | FUORI |       |       |       |       |       |       |       |       |
| Claudia  | SALVA | SALVA | SALVA | FUORI |       |       |       |       |       |       |       |       |       |
| Tom      | SALVO | SALVO | FUORI |       |       |       |       |       |       |       |       |       |       |
| Scott    | SALVO | FUORI |       |       |       |       |       |       |       |       |       |       |       |
| Andrew   | FUORI |       |       |       |       |       |       |       |       |       |       |       |       |

     Il concorrente era nella squadra perdente
     Il concorrente ha vinto la competizione diventando "The Celebrity Apprentice"
     Il concorrente ha vinto come project manager della sua squadra
     Il concorrente ha perso come project manager della sua squadra
     Il concorrente è arrivato fra gli ultimi tre
     Il concorrente è stato licenziato
     Il concorrente ha perso come project manager ed è stato licenziato
     Il concorrente era assente durante tutta la settimana

### Terza stagione
Dal 14 marzo 2010 al 23 maggio 2010 - Numero partecipanti: 14

#### Concorrenti
- Rod Blagojevich, ex-Governatore dell'Illinois
- Selita Ebanks, supermodella
- Bill Goldberg, attore, ex-wrestler ed ex-giocatore di football
- Michael Johnson, atleta e medaglia olimpica
- Maria Kanellis, wrestler
- Carol Leifer, comica
- Cyndi Lauper, cantante
- Bret Michaels, cantante
- Sharon Osbourne, produttrice discografica e moglie di Ozzy Osbourne
- Holly Robinson Peete, attrice
- Summer Sanders, ex-nuotatrice
- Sinbad, comico
- Curtis Stone, chef
- Darryl Strawberry, giocatore di baseball

#### Tabella delle eliminazioni
| Bret    | SALVO | SALVO | SALVO | SALVO | SALVO  | SALVO | SALVO | SALVO | SALVO | SALVO | CA    |
| Holly   | SALVA | SALVA | SALVA | SALVA | SALVA  | SALVA | SALVA | SALVA | SALVA | SALVA | FUORI |
| Sharon  | SALVA | SALVA | SALVA | SALVA | SALVA  | SALVA | SALVA | SALVA | SALVA | FUORI |       |
| Curtis  | SALVO | SALVO | SALVO | SALVO | SALVO  | SALVO | SALVO | SALVO | SALVO | FUORI |       |
| Maria   | SALVA | SALVA | SALVA | SALVA | SALVA  | SALVA | SALVA | SALVA | SALVA | FUORI |       |
| Cyndi   | SALVA | SALVA | SALVA | SALVA | SALVA  | SALVA | SALVA | SALVA | FUORI |       |       |
| Summer  | SALVA | SALVA | SALVA | SALVA | SALVA  | SALVA | SALVA | FUORI |       |       |       |
| Bill    | SALVO | SALVO | SALVO | SALVO | SALVO  | FUORI |       |       |       |       |       |
| Selita  | SALVA | SALVA | SALVA | SALVA | FUORI  |       |       |       |       |       |       |
| Michael | SALVO | SALVO | SALVO | SALVO | RITIRO |       |       |       |       |       |       |
| Rod     | SALVO | SALVO | SALVO | FUORI |        |       |       |       |       |       |       |
| Darryl  | SALVO | SALVO | FUORI |       |        |       |       |       |       |       |       |
| Sinbad  | SALVO | FUORI |       |       |        |       |       |       |       |       |       |
| Carol   | FUORI |       |       |       |        |       |       |       |       |       |       |

1 Nessuno dei concorrenti fu licenziato per via dell'ingente quantità di fondi raccolti.
     Il concorrente era nella squadra perdente
     Il concorrente ha vinto la competizione diventando "The Celebrity Apprentice"
     Il concorrente ha vinto come project manager della sua squadra
     Il concorrente ha perso come project manager della sua squadra
     Il concorrente è arrivato fra gli ultimi tre
     Il concorrente è stato licenziato
     Il concorrente ha perso come project manager ed è stato licenziato
     Il concorrente era assente durante tutta la settimana
     Il concorrente si è ritirato dalla competizione

### Quarta stagione
Dal 6 marzo 2011 al 22 maggio 2011 - Numero partecipanti: 16

#### Concorrenti
- Gary Busey, attore
- José Canseco, giocatore di baseball
- David Cassidy, attore e cantante
- Hope Dworaczyk, modella e playmate
- Richard Hatch, vincitore della prima edizione di Survivor
- La Toya Jackson, cantante e sorella di Michael Jackson
- Star Jones, conduttrice televisiva
- NeNe Leakes, personaggio televisivo
- Lil Jon, rapper
- Marlee Matlin, attrice e vincitrice di un Premio Oscar per la miglior attrice protagonista
- Mark McGrath, cantante e chitarrista degli Sugar Ray
- Meat Loaf, cantante e attore
- John Rich, musicista
- Lisa Rinna, attrice
- Niki Taylor, supermodella
- Dionne Warwick, cantante

#### Tabella delle eliminazioni
| John      | SALVO | SALVO | SALVO | SALVO | SALVO  | SALVO | SALVO | SALVO | SALVO | SALVO  | SALVO | SALVO | CA    |  |  |  |  |  |  |  |  |  |  |
| Marlee    | SALVA | SALVA | SALVA | SALVA | SALVA  | SALVA | SALVA | SALVA | SALVA | SALVA  | SALVA | SALVA | FUORI |  |  |  |  |  |  |  |  |  |  |
| Meat Loaf | SALVO | SALVO | SALVO | SALVO | SALVO  | SALVO | SALVO | SALVO | SALVO | SALVO  | SALVO | FUORI |       |  |  |  |  |  |  |  |  |  |  |
| Lil Jon   | SALVO | SALVO | SALVO | SALVO | SALVO  | SALVO | SALVO | SALVO | SALVO | SALVO  | SALVO | FUORI |       |  |  |  |  |  |  |  |  |  |  |
| Star      | SALVA | SALVA | SALVA | SALVA | SALVA  | SALVA | SALVA | SALVA | SALVA | SALVA  | FUORI |       |       |  |  |  |  |  |  |  |  |  |  |
| La Toya   | SALVA | SALVA | SALVA | SALVA | SALVA  | SALVA | SALVA | FUORI | SALVA | FUORI  |       |       |       |  |  |  |  |  |  |  |  |  |  |
| NeNe      | SALVA | SALVA | SALVA | SALVA | SALVA  | SALVA | SALVA | SALVA | SALVA | RITIRO |       |       |       |  |  |  |  |  |  |  |  |  |  |
| Hope      | SALVA | SALVA | SALVA | SALVA | SALVA  | SALVA | SALVA | SALVA | FUORI |        |       |       |       |  |  |  |  |  |  |  |  |  |  |
| Gary      | SALVO | SALVO | SALVO | SALVO | SALVO  | SALVO | FUORI |       |       |        |       |       |       |  |  |  |  |  |  |  |  |  |  |
| Mark      | SALVO | SALVO | SALVO | SALVO | SALVO  | FUORI |       |       |       |        |       |       |       |  |  |  |  |  |  |  |  |  |  |
| Richard   | SALVO | SALVO | SALVO | SALVO | FUORI  |       |       |       |       |        |       |       |       |  |  |  |  |  |  |  |  |  |  |
| Jose      | SALVO | SALVO | SALVO | SALVO | RITIRO |       |       |       |       |        |       |       |       |  |  |  |  |  |  |  |  |  |  |
| Dionne    | SALVA | SALVA | SALVA | FUORI |        |       |       |       |       |        |       |       |       |  |  |  |  |  |  |  |  |  |  |
| Niki      | SALVA | SALVA | FUORI |       |        |       |       |       |       |        |       |       |       |  |  |  |  |  |  |  |  |  |  |
| Lisa      | SALVA | FUORI |       |       |        |       |       |       |       |        |       |       |       |  |  |  |  |  |  |  |  |  |  |
| David     | FUORI |       |       |       |        |       |       |       |       |        |       |       |       |  |  |  |  |  |  |  |  |  |  |

     Il concorrente era nella squadra perdente
     Il concorrente ha vinto la competizione diventando "The Celebrity Apprentice"
     Il concorrente ha vinto come project manager della sua squadra
     Il concorrente ha perso come project manager della sua squadra
     Il concorrente è arrivato fra gli ultimi tre
     Il concorrente è stato licenziato
     Il concorrente ha perso come project manager ed è stato licenziato
     Il concorrente si è ritirato dalla competizione
     Il concorrente è stato licenziato, ma è poi rientrato nella competizione gareggiando nella squadra opposta
     Il concorrente non ha vinto la competizione ma non è stato licenziato ufficialmente

### Quinta stagione
Dal 19 febbraio 2012 al 20 maggio 2012 - Numero partecipanti: 18

#### Concorrenti
- Clay Aiken, cantante
- Michael Andretti, pilota automobilistico
- Adam Carolla, attore e doppiatore
- Tia Carrere, attrice e modella
- Lou Ferrigno, attore e culturista
- Debbie Gibson, cantautrice
- Teresa Giudice, personaggio televisivo
- Victoria Gotti, personaggio televisivo
- Arsenio Hall, attore comico
- Penn Jillette, illusionista
- Lisa Lampanelli, attrice comica
- Dayana Mendoza, Miss Universo 2008
- Aubrey O'Day, cantante
- Dee Snider, cantante
- George Takei, attore
- Paul Teutul, Sr., produttore televisivo
- Cheryl Tiegs, ex modella
- Patricia Velásquez, modella

#### Tabella delle eliminazioni
| Candidato | Tabella delle eliminazioni | Tabella delle eliminazioni | Tabella delle eliminazioni | Tabella delle eliminazioni | Tabella delle eliminazioni | Tabella delle eliminazioni | Tabella delle eliminazioni | Tabella delle eliminazioni | Tabella delle eliminazioni | Tabella delle eliminazioni | Tabella delle eliminazioni | Tabella delle eliminazioni | Tabella delle eliminazioni | Tabella delle eliminazioni | Tabella delle eliminazioni | Tabella delle eliminazioni |
| Candidato | 1                          | 2                          | 3                          | 4                          | 5                          | 6                          | 7                          | 8                          | 9                          | 10                         | 11                         | 12                         | 13                         | 14                         | 15                         |                            |
| --------- | -------------------------- | -------------------------- | -------------------------- | -------------------------- | -------------------------- | -------------------------- | -------------------------- | -------------------------- | -------------------------- | -------------------------- | -------------------------- | -------------------------- | -------------------------- | -------------------------- | -------------------------- | -------------------------- |
| Arsenio   | SALVO                      | SALVO                      | SALVO                      | SALVO                      | SALVO                      | SALVO                      | SALVO                      | SALVO                      | SALVO                      | SALVO                      | SALVO                      | SALVO                      | SALVO                      | SALVO                      | CA                         |                            |
| Clay      | SALVO                      | SALVO                      | SALVO                      | SALVO                      | SALVO                      | SALVO                      | SALVO                      | SALVO                      | SALVO                      | SALVO                      | SALVO                      | SALVO                      | SALVO                      | SALVO                      | FUORI                      |                            |
| Aubrey    | SALVA                      | SALVA                      | SALVA                      | SALVA                      | SALVA                      | SALVA                      | SALVA                      | SALVA                      | SALVA                      | SALVA                      | SALVA                      | SALVA                      | SALVA                      | FUORI                      |                            |                            |
| Lisa      | SALVA                      | SALVA                      | SALVA                      | SALVA                      | SALVA                      | SALVA                      | SALVA                      | SALVA                      | SALVA                      | SALVA                      | SALVA                      | SALVA                      | SALVA                      | FUORI                      |                            |                            |
| Teresa    | SALVA                      | SALVA                      | SALVA                      | SALVA                      | SALVA                      | SALVA                      | SALVA                      | SALVA                      | SALVA                      | SALVA                      | SALVA                      | SALVA                      | FUORI                      |                            |                            |                            |
| Dayana    | SALVA                      | SALVA                      | SALVA                      | SALVA                      | SALVA                      | SALVA                      | SALVA                      | SALVA                      | SALVA                      | SALVA                      | SALVA                      | FUORI                      |                            |                            |                            |                            |
| Penn      | SALVO                      | SALVO                      | SALVO                      | SALVO                      | SALVO                      | SALVO                      | SALVO                      | SALVO                      | SALVO                      | SALVO                      | FUORI                      |                            |                            |                            |                            |                            |
| Paul      | SALVO                      | SALVO                      | SALVO                      | SALVO                      | SALVO                      | SALVO                      | SALVO                      | SALVO                      | SALVO                      | FUORI                      |                            |                            |                            |                            |                            |                            |
| Lou       | SALVO                      | SALVO                      | SALVO                      | SALVO                      | SALVO                      | SALVO                      | SALVO                      | SALVO                      | FUORI                      |                            |                            |                            |                            |                            |                            |                            |
| Dee       | SALVO                      | SALVO                      | SALVO                      | SALVO                      | SALVO                      | SALVO                      | SALVO                      | FUORI                      |                            |                            |                            |                            |                            |                            |                            |                            |
| Debbie    | SALVA                      | SALVA                      | SALVA                      | SALVA                      | SALVA                      | SALVA                      | FUORI                      |                            |                            |                            |                            |                            |                            |                            |                            |                            |
| Patricia  | SALVA                      | SALVA                      | SALVA                      | SALVA                      | SALVA                      | FUORI                      |                            |                            |                            |                            |                            |                            |                            |                            |                            |                            |
| Tia       | SALVA                      | SALVA                      | SALVA                      | SALVA                      | FUORI                      |                            |                            |                            |                            |                            |                            |                            |                            |                            |                            |                            |
| Michael   | SALVO                      | SALVO                      | SALVO                      | FUORI                      |                            |                            |                            |                            |                            |                            |                            |                            |                            |                            |                            |                            |
| Adam      | SALVO                      | SALVO                      | SALVO                      | FUORI                      |                            |                            |                            |                            |                            |                            |                            |                            |                            |                            |                            |                            |
| George    | SALVO                      | SALVO                      | FUORI                      |                            |                            |                            |                            |                            |                            |                            |                            |                            |                            |                            |                            |                            |
| Victoria  | SALVA                      | FUORI                      |                            |                            |                            |                            |                            |                            |                            |                            |                            |                            |                            |                            |                            |                            |
| Cheryl    | FUORI                      |                            |                            |                            |                            |                            |                            |                            |                            |                            |                            |                            |                            |                            |                            |                            |

     Il concorrente era nella squadra perdente
     Il concorrente ha vinto la competizione diventando "The Celebrity Apprentice"
     Il concorrente ha vinto come project manager della sua squadra
     Il concorrente ha perso come project manager della sua squadra
     Il concorrente è arrivato fra gli ultimi tre
     Il concorrente è stato licenziato
     Il concorrente ha perso come project manager ed è stato licenziato
     Il concorrente non ha preso parte alla prova

### Sesta stagione
Dal 3 marzo 2013 al 19 maggio 2013 - Numero partecipanti: 14 (tutti concorrenti delle precedenti edizioni)

#### Concorrenti
- Trace Adkins, prima edizione
- Stephen Baldwin, prima edizione
- Gary Busey, quarta edizione
- Marilu Henner, prima edizione
- La Toya Jackson, quarta edizione
- Penn Jillette, quinta edizione
- Claudia Jordan, seconda edizione
- Lil Jon, quarta edizione
- Omarosa Manigault, prima edizione
- Bret Michaels, terza edizione
- Lisa Rinna, quarta edizione
- Brande Roderick, seconda edizione
- Dennis Rodman, seconda edizione
- Dee Snider, quinta edizione

#### Tabella delle eliminazioni
| Trace   | SALVO | SALVO | SALVO | SALVO | SALVO | SALVO | SALVO | SALVO | SALVO | SALVO | SALVO | CA    |  |
| Penn    | SALVO | SALVO | SALVO | SALVO | SALVO | SALVO | SALVO | SALVO | SALVO | SALVO | SALVO | FUORI |  |
| Lil Jon | SALVO | SALVO | SALVO | SALVO | SALVO | SALVO | SALVO | SALVO | SALVO | SALVO | FUORI |       |  |
| Lisa    | SALVA | SALVA | SALVA | SALVA | SALVA | SALVA | SALVA | SALVA | SALVA | SALVA | FUORI |       |  |
| Marilu  | SALVA | SALVA | SALVA | SALVA | SALVA | SALVA | SALVA | SALVA | SALVA | FUORI |       |       |  |
| Gary    | SALVO | SALVO | SALVO | SALVO | SALVO | SALVO | SALVO | SALVO | FUORI |       |       |       |  |
| Brande  | SALVA | SALVA | SALVA | SALVA | SALVA | SALVA | SALVA | FUORI |       |       |       |       |  |
| Stephen | SALVO | SALVO | SALVO | SALVO | SALVO | SALVO | SALVO |       |       |       |       |       |  |
| Dennis  | SALVO | SALVO | SALVO | SALVO | SALVO | FUORI |       |       |       |       |       |       |  |
| Omarosa | SALVA | SALVA | SALVA | SALVA | FUORI |       |       |       |       |       |       |       |  |
| Claudia | SALVA | SALVA | SALVA | FUORI |       |       |       |       |       |       |       |       |  |
| La Toya | SALVA | SALVA | FUORI |       |       |       |       |       |       |       |       |       |  |
| Dee     | SALVO | FUORI |       |       |       |       |       |       |       |       |       |       |  |
| Bret    | FUORI |       |       |       |       |       |       |       |       |       |       |       |  |

     Il concorrente era nella squadra perdente
     Il concorrente ha vinto la competizione diventando "The Celebrity Apprentice"
     Il concorrente ha vinto come project manager della sua squadra
     Il concorrente ha perso come project manager della sua squadra
     Il concorrente è arrivato fra gli ultimi tre
     Il concorrente è stato licenziato
     Il concorrente ha perso come project manager ed è stato licenziato
     Il concorrente non ha preso parte alla prova